# Budince
Budince (maďarsky Budaháza) jsou obec na Slovensku. Nacházejí se v Košickém kraji, v okrese Michalovce. Obec má rozlohu 1,96 km² a leží v nadmořské výšce 104 m. V roce 2011 v obci žilo 222 obyvatel.  První písemná zmínka o obci pochází z roku 1332.